# Praça Tamandaré
A Praça Tamandaré é uma praça situada em Rio Grande (Rio Grande do Sul), com 316 metros de comprimento por 140 metros de largura, num total de 44.124 m² e está localizada no centro do município de Rio Grande. Também é o terminal rodoviário urbano de Rio Grande.

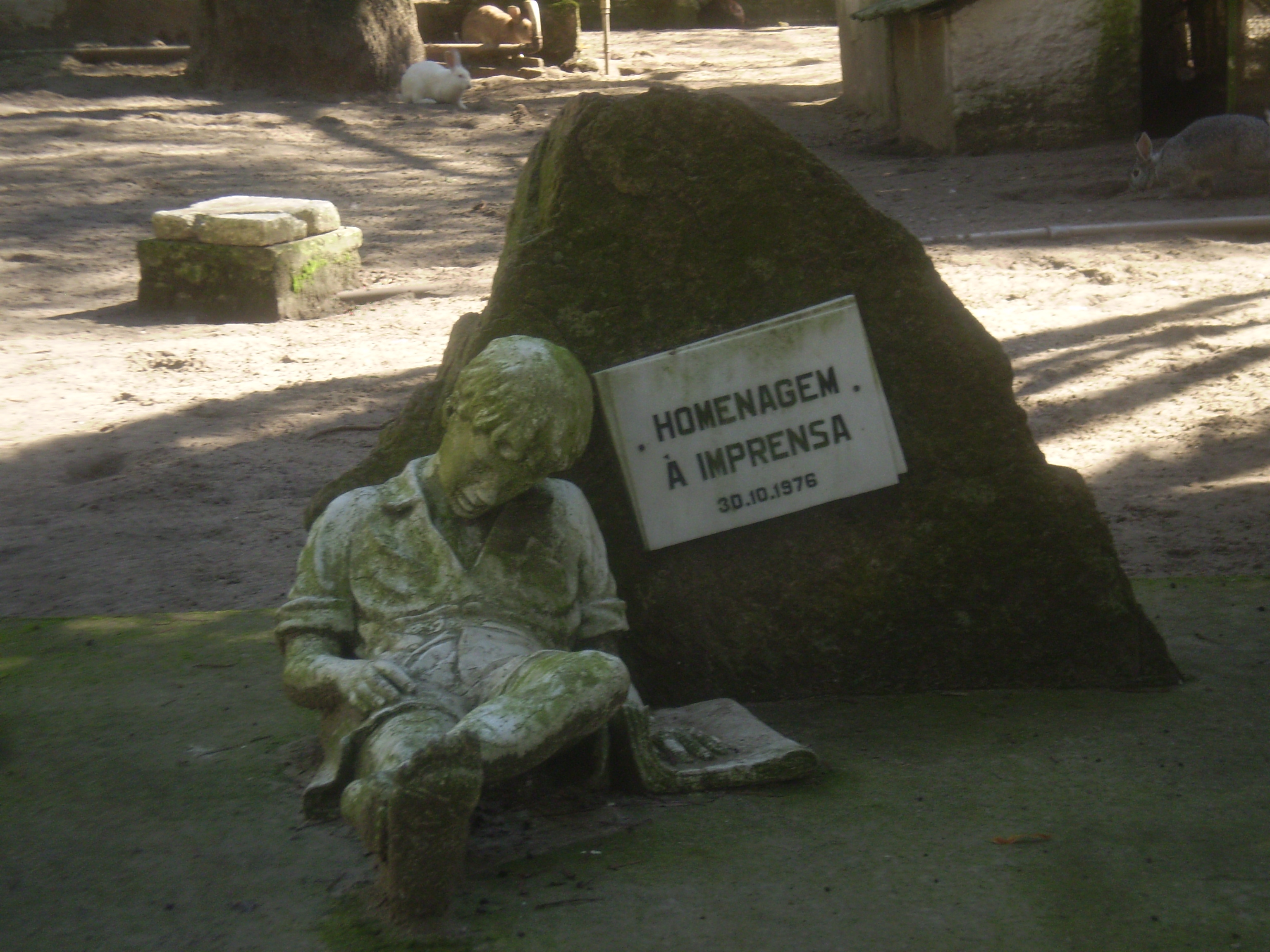
Monumento "Homenagem à imprensa", de Érico Gobbi, existente dentro da Praça Tamandaré, em Rio Grande (RS)

## Pontos turísticos
A torre da CRT, com sessenta metros de altura, foi construída na década de 1970

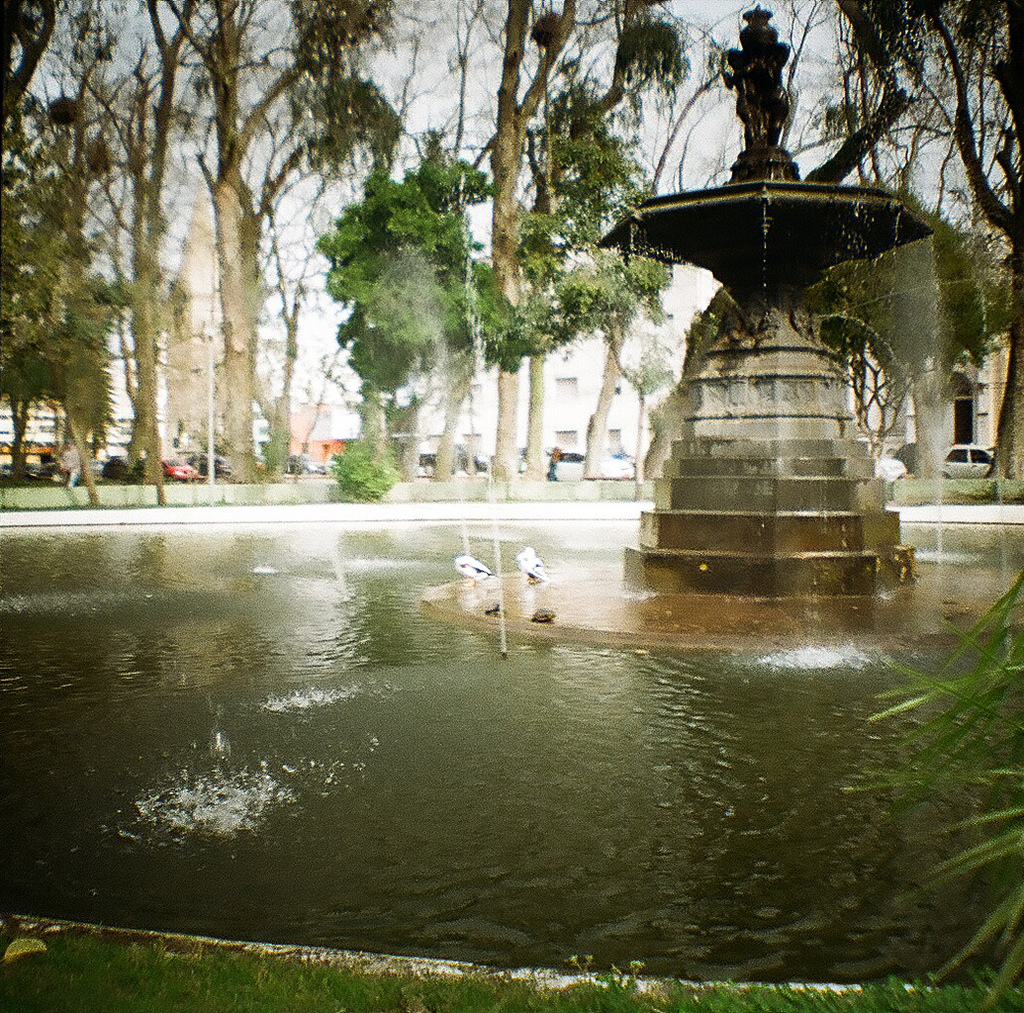
Chafariz dos anjinhos

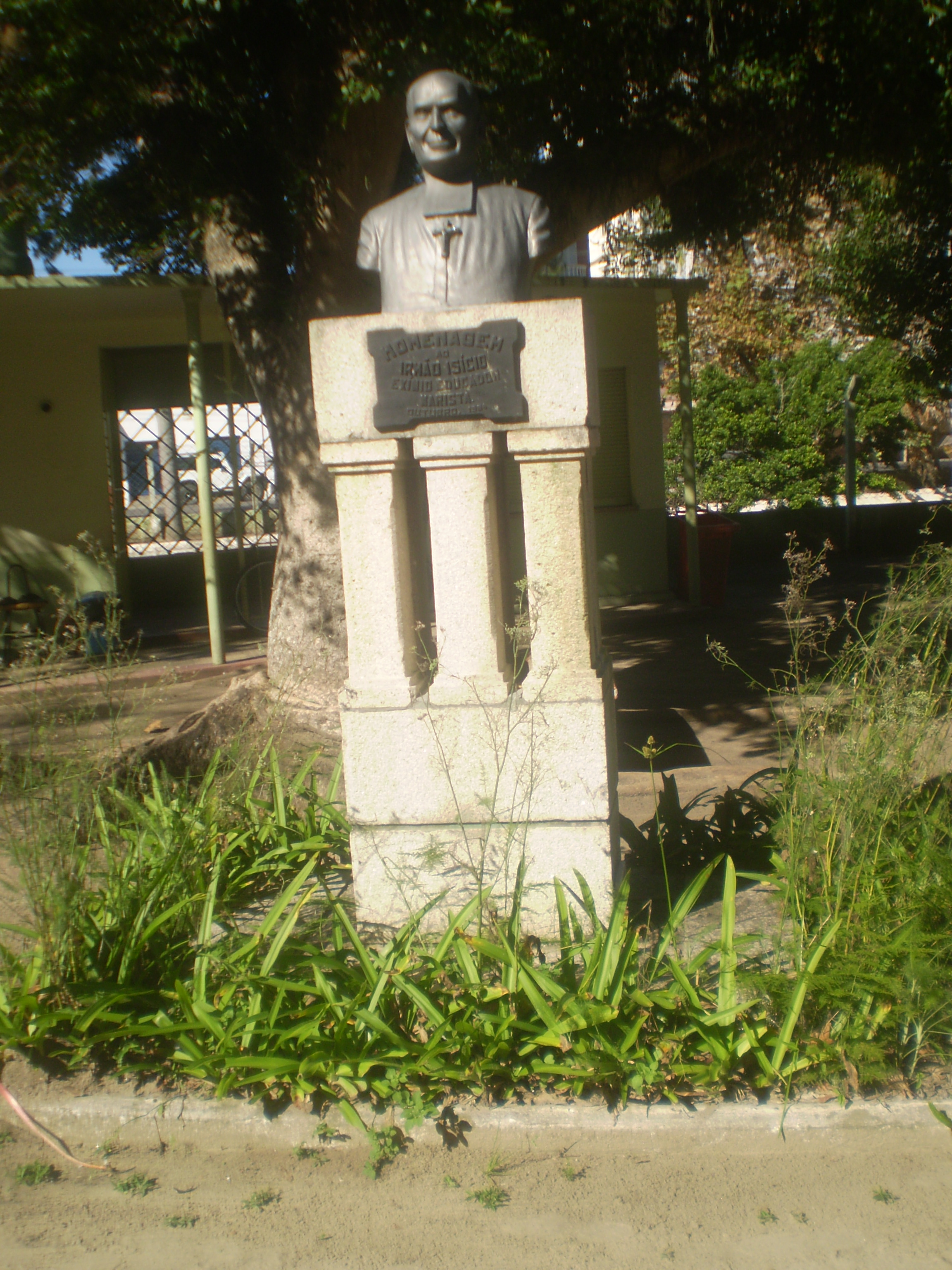
Monumento ao Irmão Isício no interior da Praça Tamandaré, em Rio Grande (RS)

## Esculturas e outras obras de arte
Há ainda, no seu interior, uma escultura da mulher com o jarro, sem identificação de autoria ou da data de inauguração. Destaca-se também a estátua de Napoleão, trazida do Senandes, próximo a estrada de acesso à Praia do Cassino na metade do século XX, e colocada atrás do hoje Casa do Artesanato. Segundo Sérgio Roberto Rocha da Silva, no artigo "Matteo Tonietti e a tipologia zoomórfica em Rio Grande", essa estátua seria de Matteo Tonietti.